# Варя (железнодорожная станция)
|  |  |  |

|  |  |  |

|  |  |  |

|  |  |  |

|  |  |  |

|  |  |  |

|  |  |  |

|  |  |  |

|  |  |  |

|  |  |  |

|  |  |  |

|  |  |  |

|  |  |  |

|  |  |  |

Ва́ря — железнодорожная станция в городской черте Нижнего Новгорода, в Сормовском районе, находится в начале улицы Коминтерна.
Предание связывает название с именем дочери помещика, которой были подарены земли с одноимённой деревней в районе современного расположения станции.

## Описание
В настоящее время станция Варя является конечной для нескольких электропоездов в Заволжском направлении. Ранее железнодорожная линия не оканчивалась на Варе, а шла до Московского вокзала Нижнего Новгорода, однако после появления Сормовской линии метро пути разобрали.

## Перспективы
В ближайшие годы планируется начать строительство продолжения Сормовско-Мещерской линии Нижегородского метрополитена. Изначально предполагалось ликвидировать железнодорожную платформу и возвести одноимённую станцию метро наземного типа. Позже появились планы объединения платформы с перспективной станцией метро в один транспортно-пересадочный узел.
По состоянию на ноябрь 2023 года известно, что станция всё же будет ликвидирована, а одноимённая станция метро не появится. Станция «Сормово» станет конечной и транспортно-пересадочным узлом на станцию метро «Сормовская».

## Карта

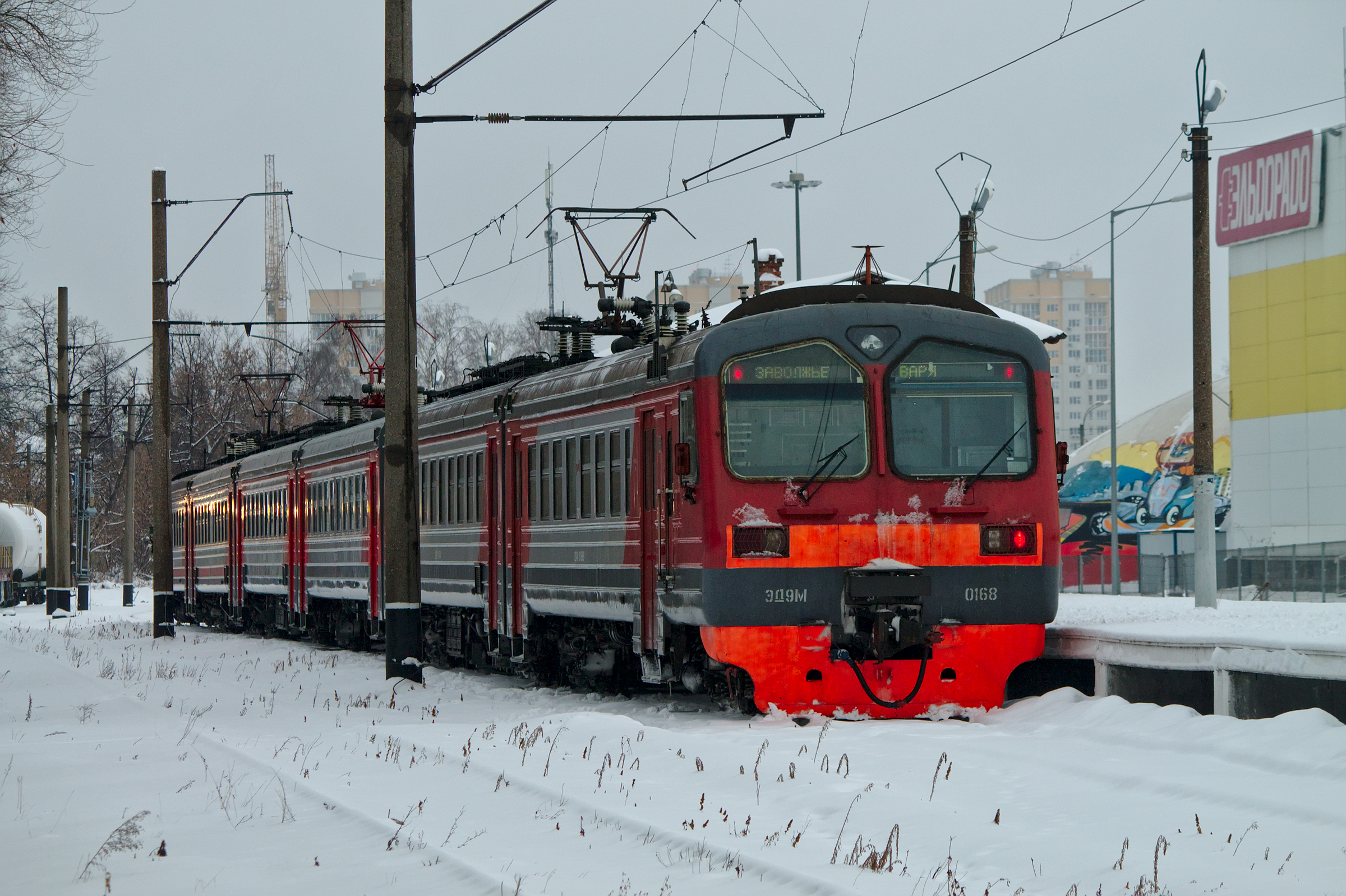
Станция является конечной для электропоездов из Заволжья.
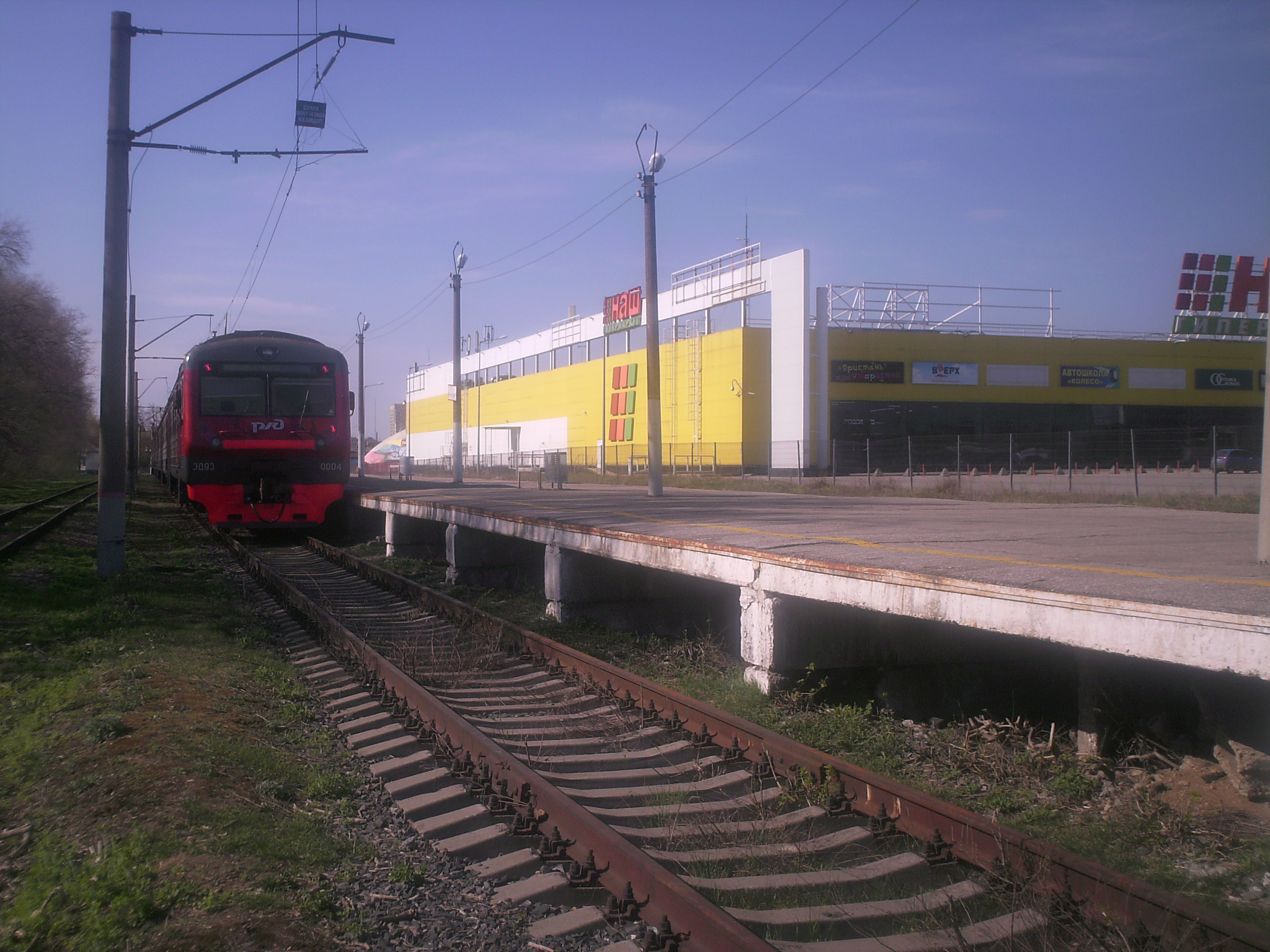
ЭД9Э 0004 на станции Варя
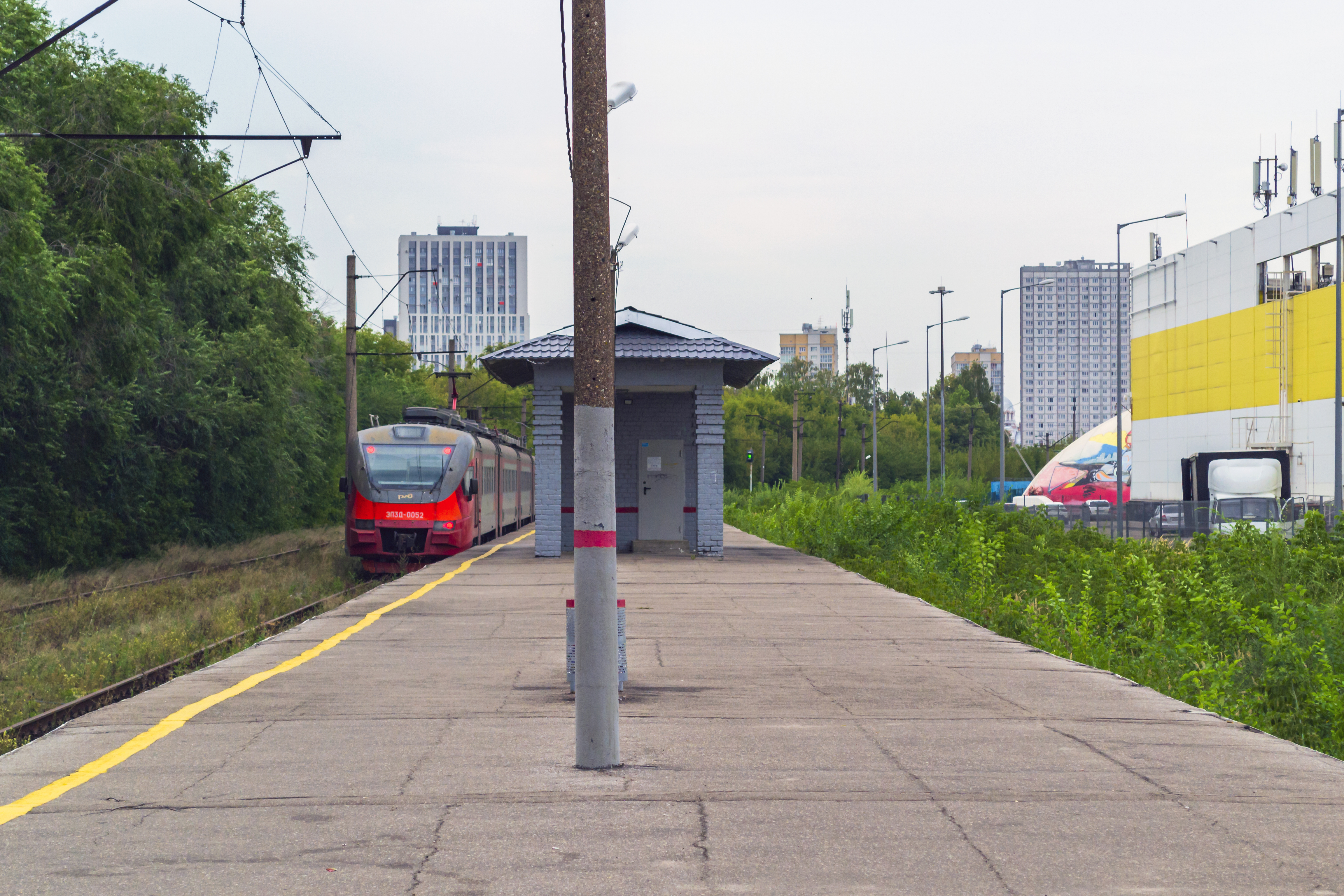
ЭП3Д на станции
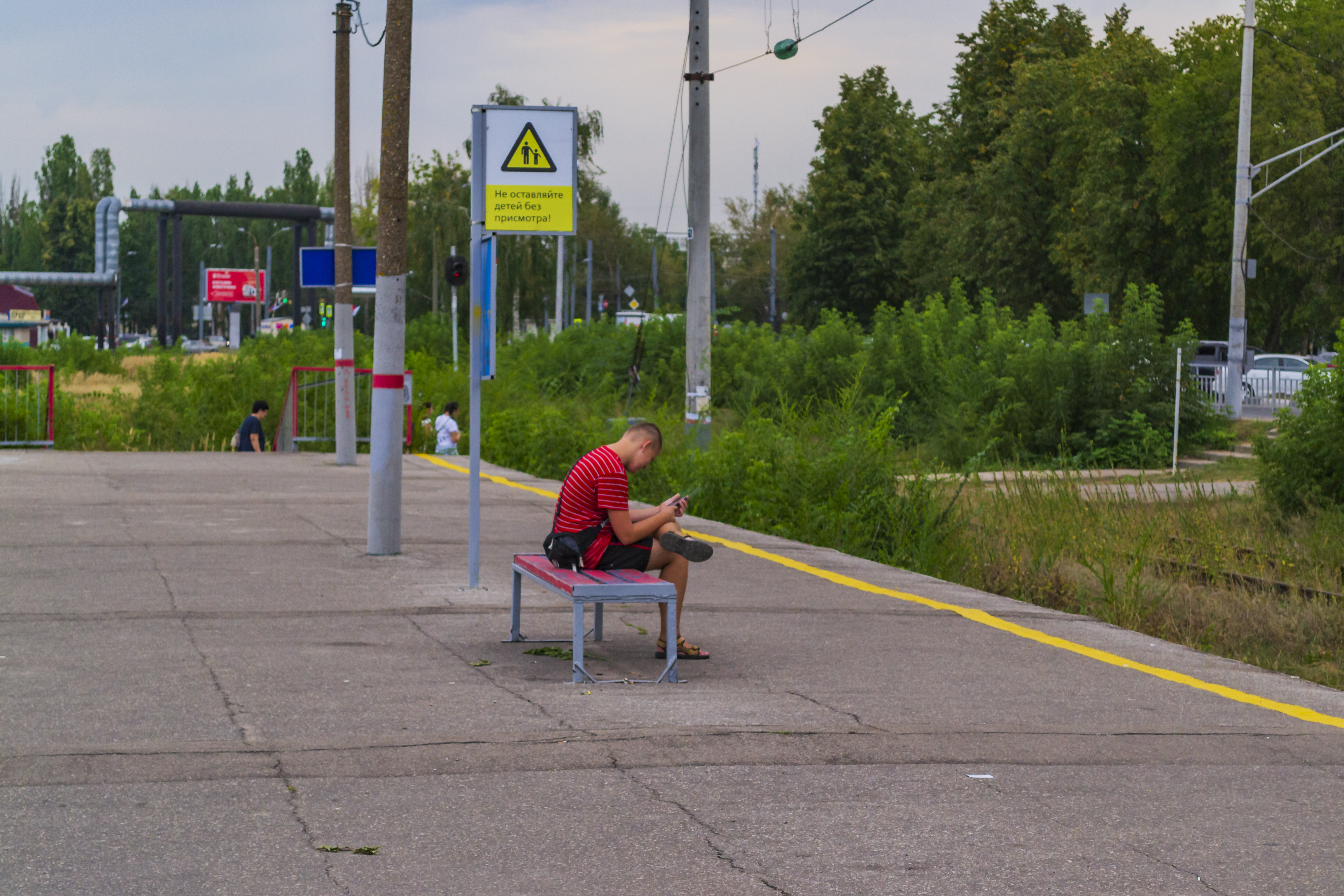
Пассажир, ожидающий поезда